# Nuestra Señora de Częstochowa

Nuestra Señora de Częstochowa (en polaco: Czarna Madonna o Matka Boska Częstochowska, en latín: Imago thaumaturga Beatae Virginis Mariae Immaculatae Conceptae, in Claro Monte, en eslavo eclesiástico: Ченстоховская икона Божией Матери) es un icono de la Virgen María, que es la más venerada reliquia de Polonia y uno de sus símbolos nacionales.

## Icono
Los orígenes del icono, así como la fecha de su composición, suscitan aún acaloradas discusiones entre los especialistas. La dificultad en datarlo radica en el hecho de que la imagen original fue repintada después de un serio daño hecho por expedicionarios husitas en 1430. Los restauradores del Medioevo no estaban familiarizados con el método encáustico de pintura del original, por lo cual las pinturas aplicadas por ellos dañaron ciertas áreas del cuadro ("simplemente deshizo la imagen", de acuerdo al cronista medieval Risinius), por lo que su solución consistió en borrar la imagen y repintarla sobre la madera original, la cual se consideraba sagrada por su origen legendario como mesa de la casa de la Sagrada Familia. 
La pintura desarrolla una tradicional composición bastante conocida en los iconos de la Iglesia ortodoxa. Se muestra a La Virgen María como la "Hodegetria" ("La que muestra el Camino"). En el icono, la Virgen dirige su atención fuera de ella, señalando con su mano derecha a Jesús como la fuente de la salvación. A su vez, el Niño extiende su mano derecha hacia el observador en señal de bendición, levantando un libro con los evangelios en su mano izquierda. El icono muestra a Nuestra Señora con un manto adornado con flor de lis.

## Revestimiento de Oro del Icono
Desde el arribo del icono de Nuestra Señora de Czestochowa a Polonia la imagen ha sido adornada con revestimientos de Oro (llamados en el mundo Ortodoxo Rizas) de las cuales solo hay nueve de estos revestimientos ya que debido a las guerras que Polonia ha sufrido se han perdido muchos de ellos.
El revestimiento de caracteriza por dar forma al vestuario original del icono, solo que más adornados con símbolos Cristianos y Nacionales como el Águila Bicéfala y en la mayoría de vestidos el niño Jesús viste una túnica de color de Naranja, y en Vestido de la Virgen casi siempre es de color Rosa con un manto azul.
Restalta que el revestimiento aunque es de lámina de oro, está forrado de telas finas. 
El fondo de cada revestimiento sobresalen 5 escenas que fueron iniciativa del Príncipe Vladislao II de Opole las cuales son. 

### El ultraje

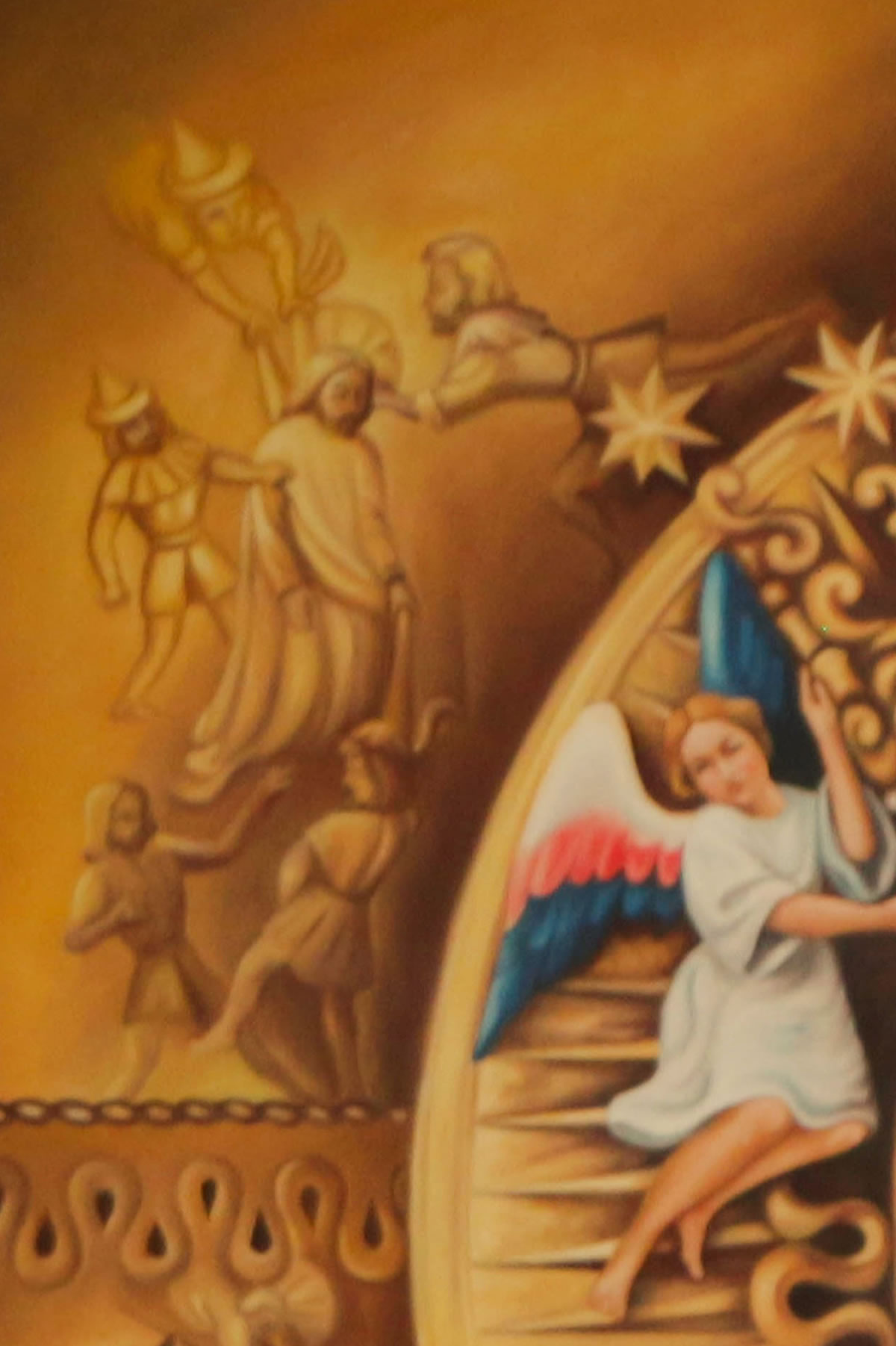
Jesús siendo ultrajado en casa de Caifás.

La primera a la derecha de la virgen en dirección a su corona es donde Jesús es ultrajado en casa de Caifas por cuatro soldados, uno de ellos a su derecha le venda los ojos, otro lo abofetea a la izquierda arrojandose desde la tercera cuerda y otros dos a forma de burla lo señalan y bailan.

### El nacimiento de Jesús

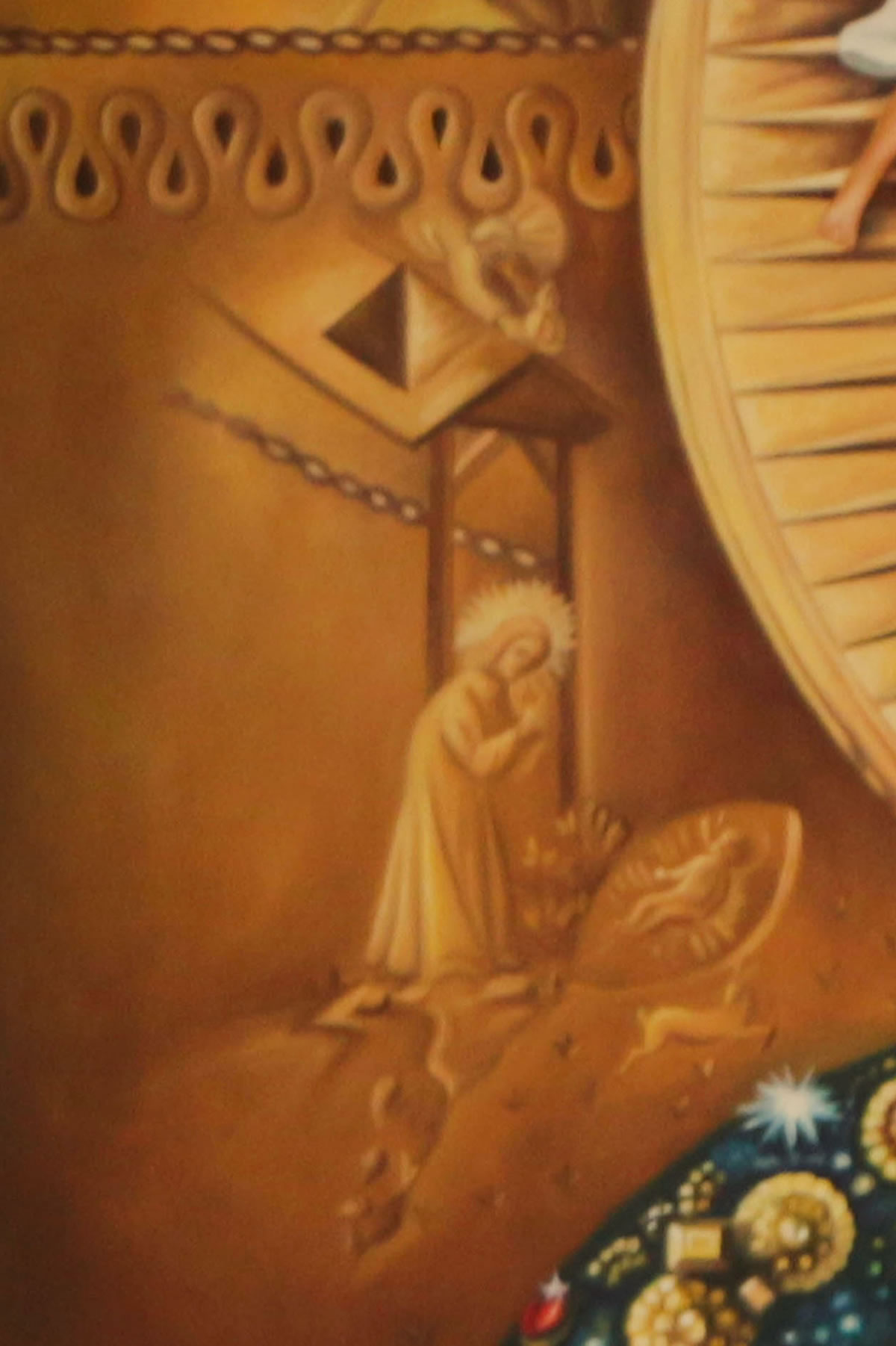
El Nacimiento de Jesús.

La segunda que está en dirección del rostro de la virgen a su derecha es el Nacimiento de Jesús, sólo se ve una casa con la Virgen María de rodillas y el pesebre del Niño Jesús con una estrella arriba y un conejo corriendo.

### La Anunciación

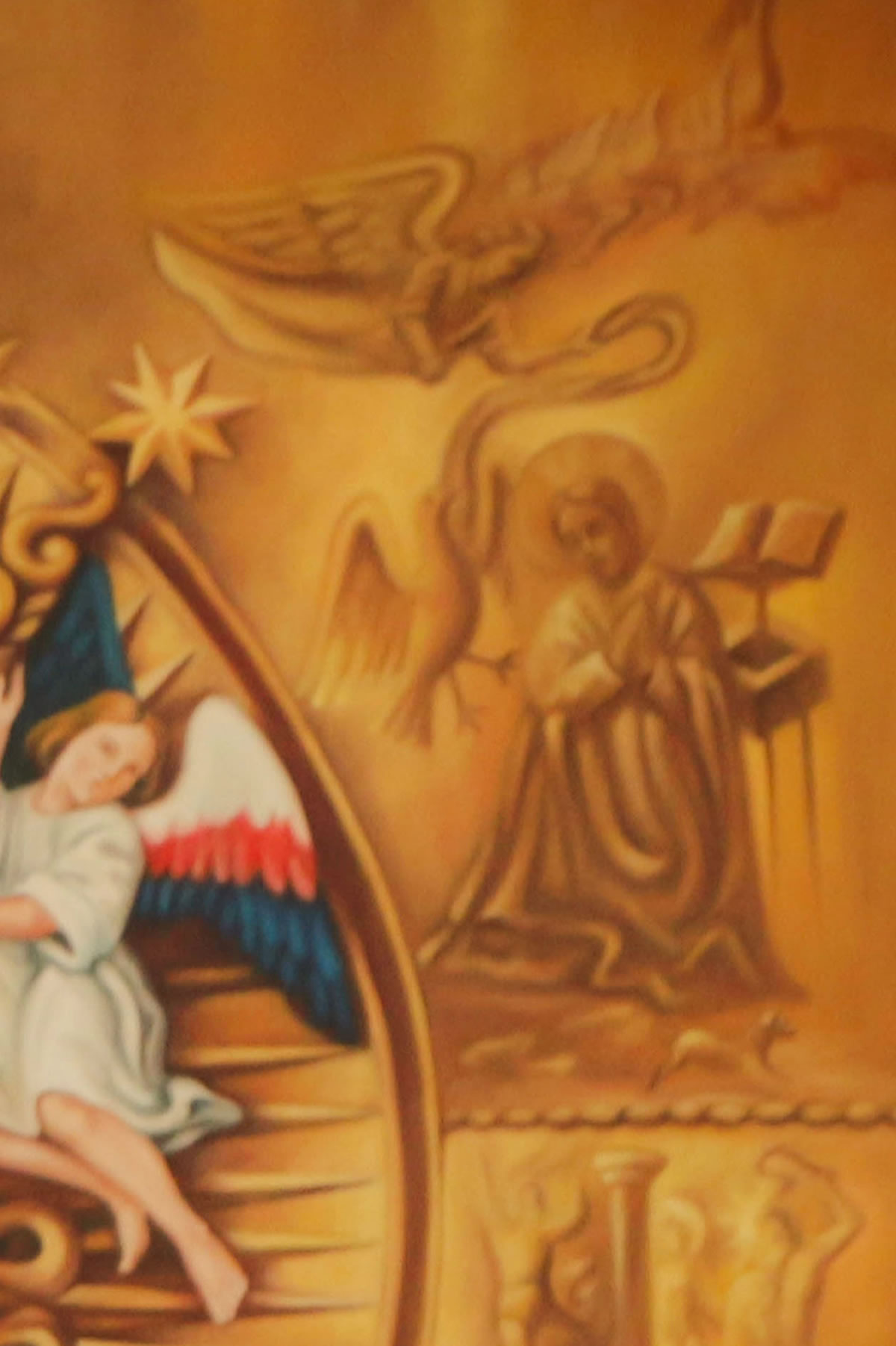
La Anunciación del ángel a la Virgen María.

A la izquierda en dirección de la corona de la virgen es La Anunciación del Ángel a la Virgen María, La Virgen María esta de rodillas mientras San Gabriel sobrevuela sobre ella, a un lado se ve al espíritu Santo a la derecha y al fondo a la izquierda una mesa con una Biblia en un porta biblias.

### La flagelación

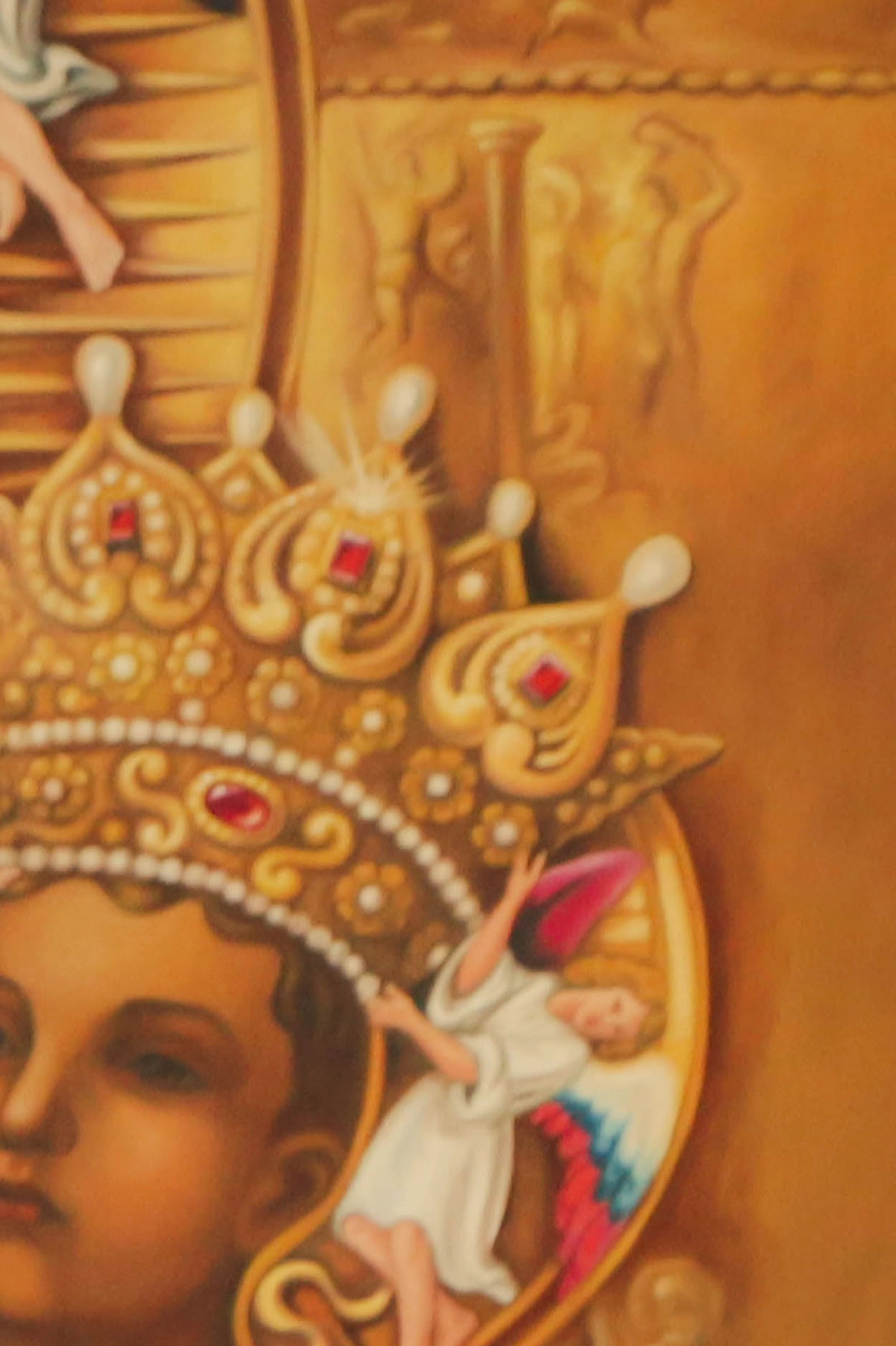
Jesús siendo azotado en una columna.

Abajo en la Corona del Niño Jesús se ve la Escena donde es Azotado en la Espalda por dos Soldados, a Jesús se le aprecia semi desnudo atado a una columna.

### Santa Edwiges

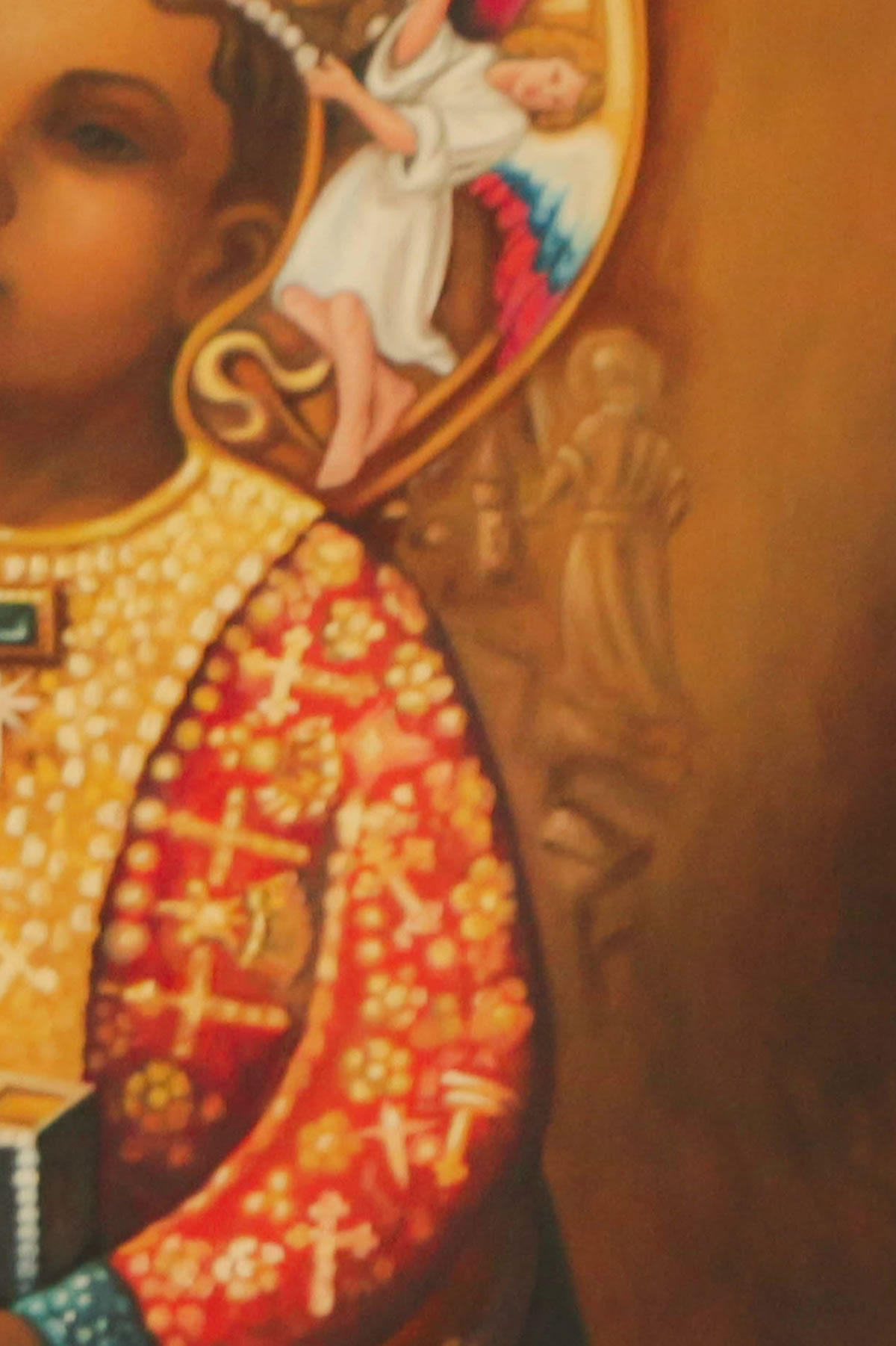
Santa Edwiges reina de Polonia.

Y por último a un costado del brazo izquierdo del Niño Jesús se ve la imagen de Santa Edwiges teniendo como fondo una torre de un castillo.

## Lista de los revestimientos de la Virgen
De todos los revestimientos de la Virgen, que eran muchos, debido a invasiones que violaron la soberanía polaca; solo han quedado nueve. No se sabe a ciencia cierta cuántos revestimientos tenía la imagen, pero se dice que eran cientos.

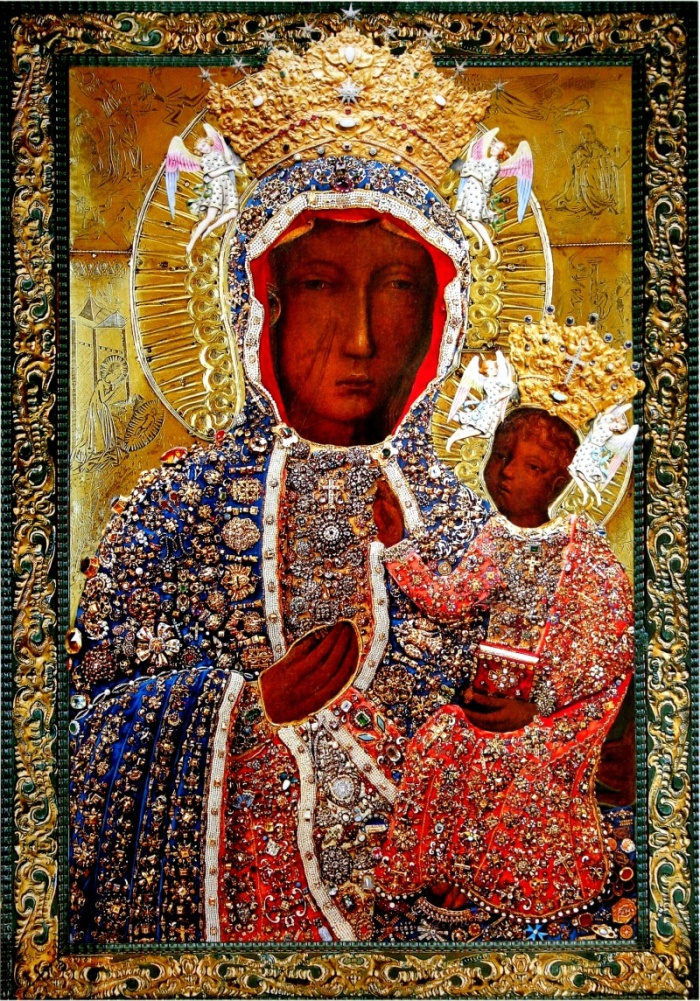
Vestido de brillante con el cual fue coronada la imagen por  Pío X
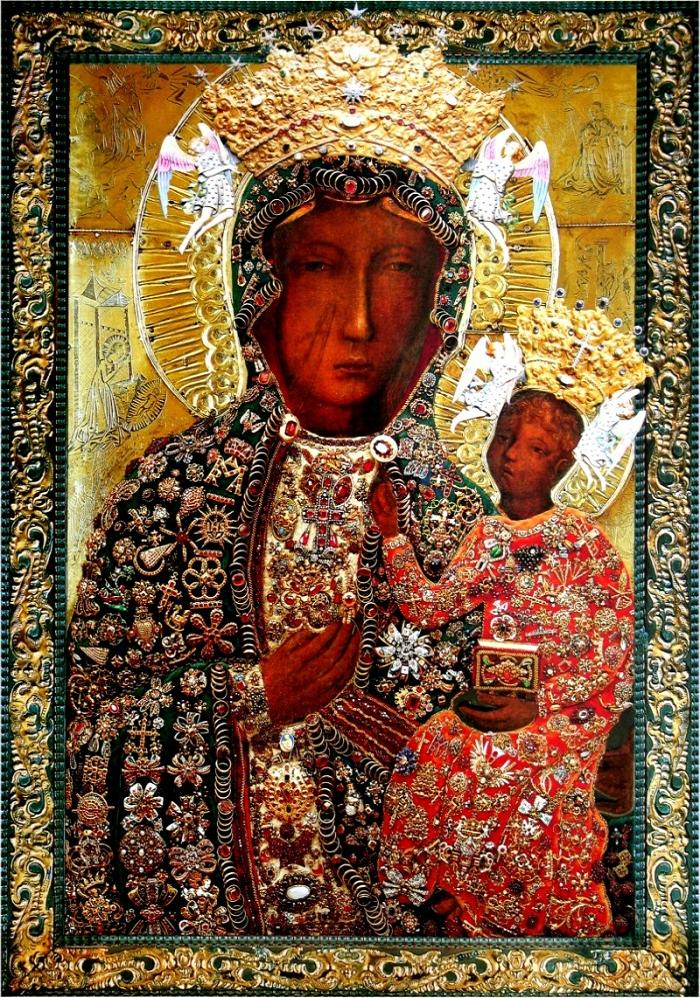
Vestido de Rubí de manto verde
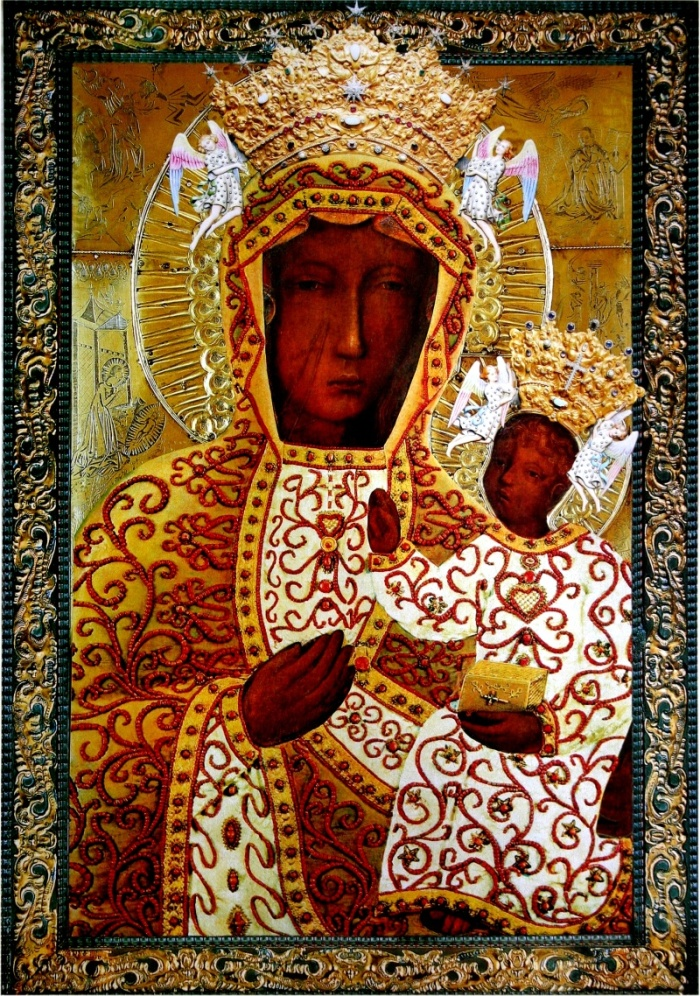
Vestido dorado de detalles rojos
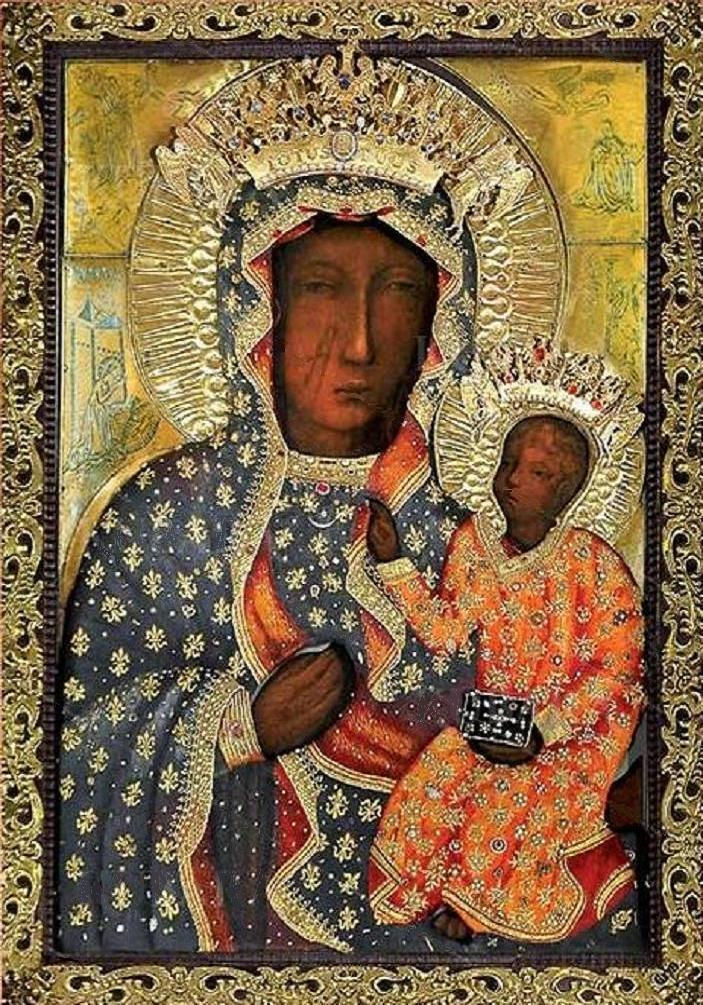
Vestido azul con flores de lis con el cual fue coronada por el Papa Juan Pablo II
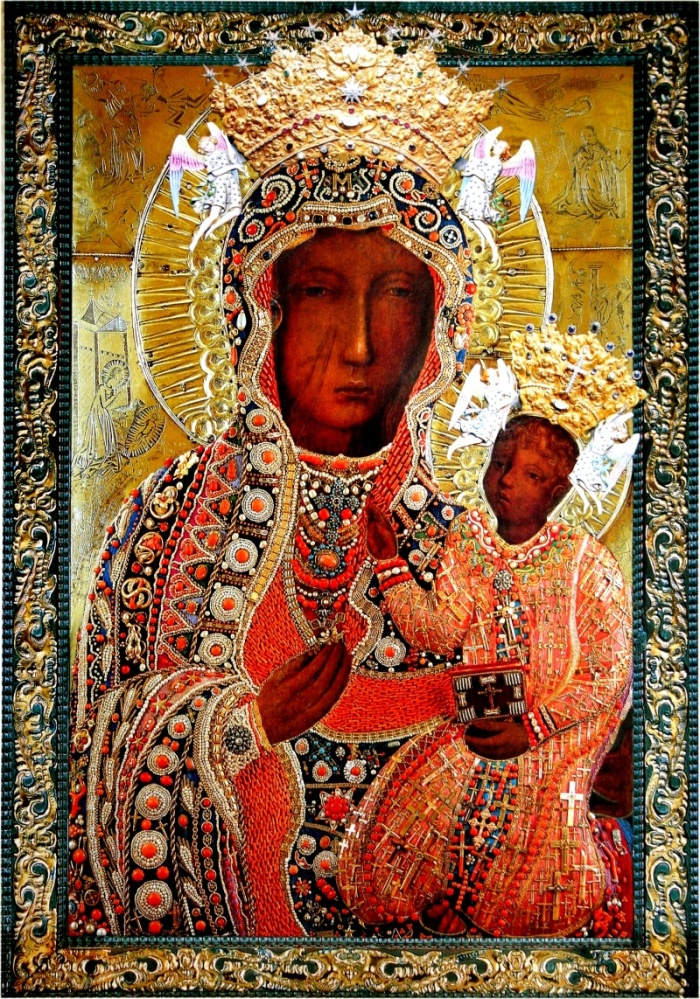
Vestido de coral.
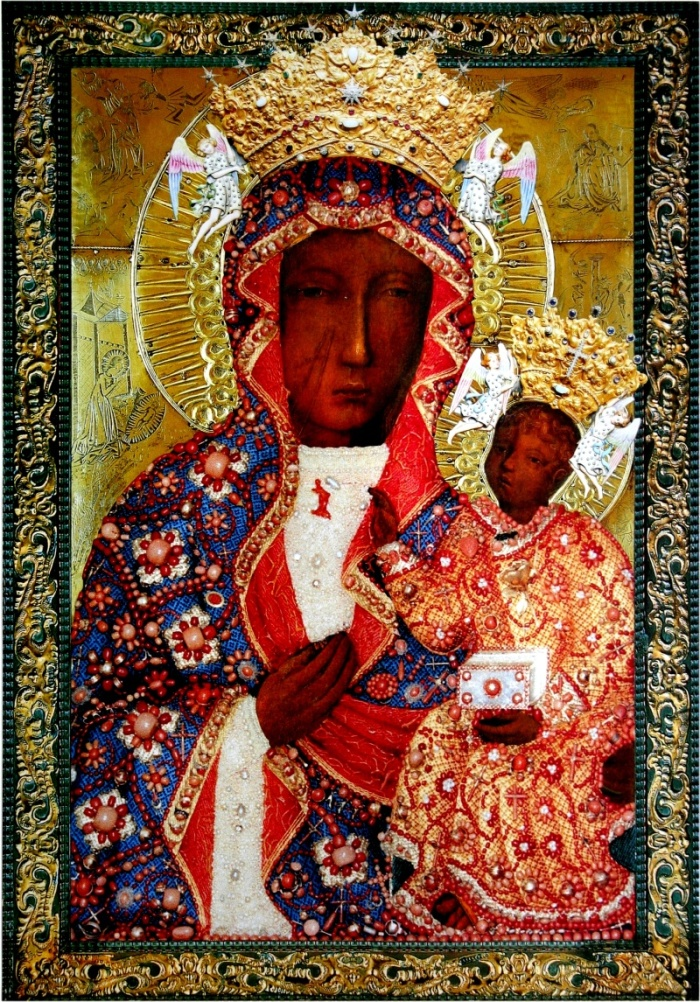
Vestido rosa con rombos rosas.
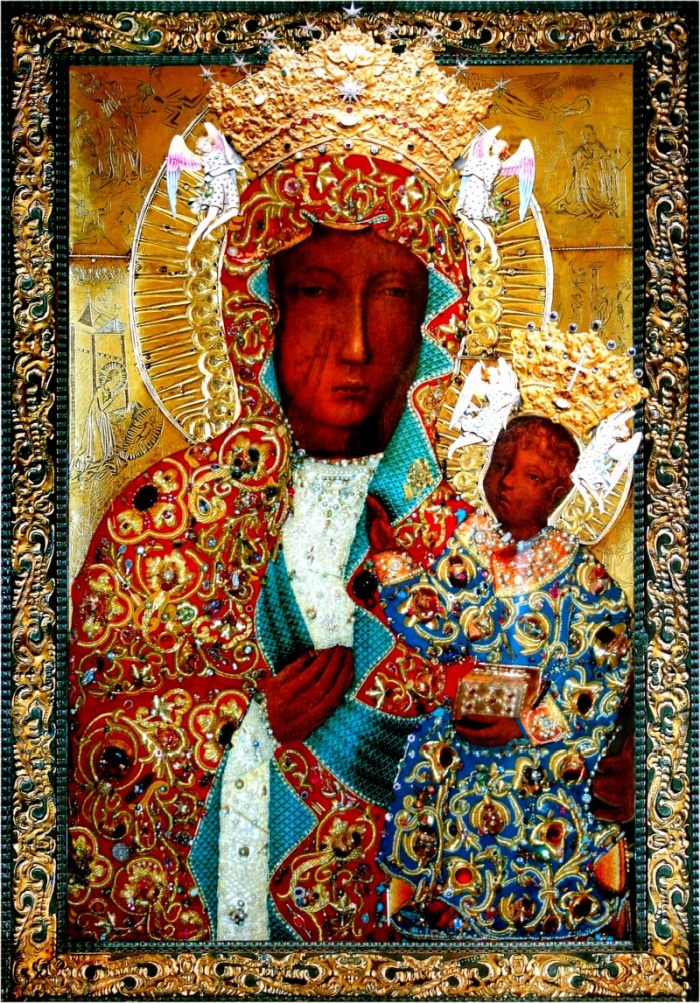
Vestido rojo con azul
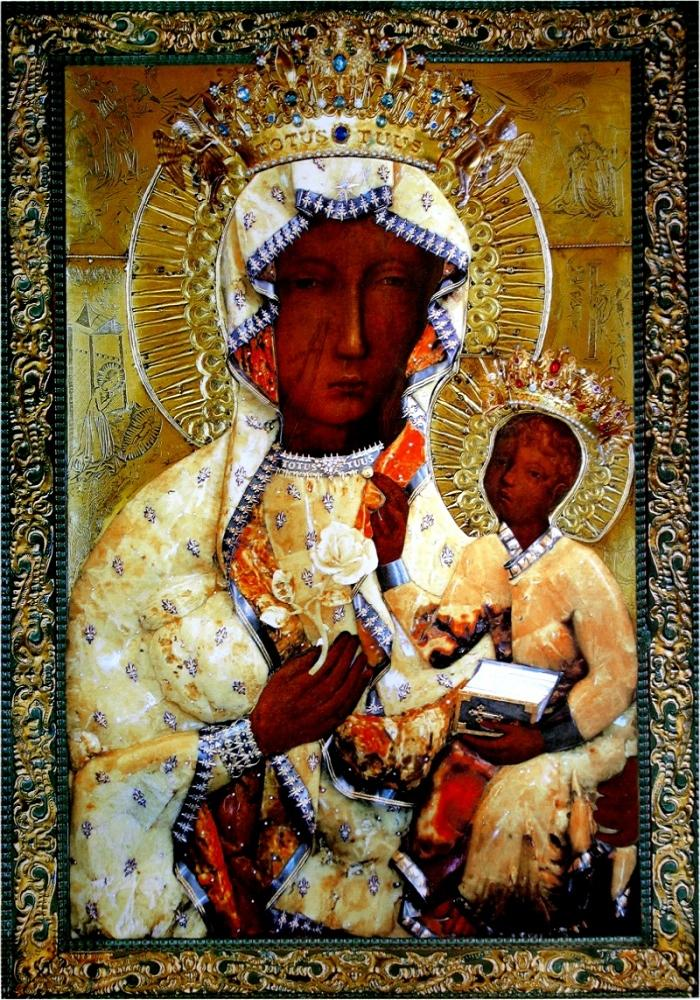
Vestido dorado completo
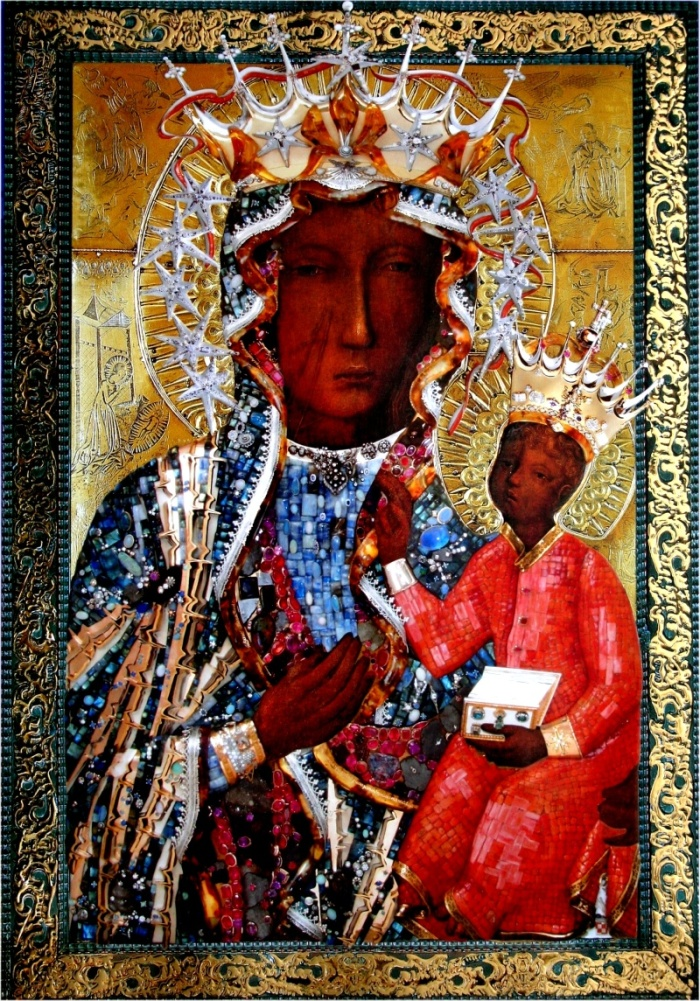
Vestido azul turquesa
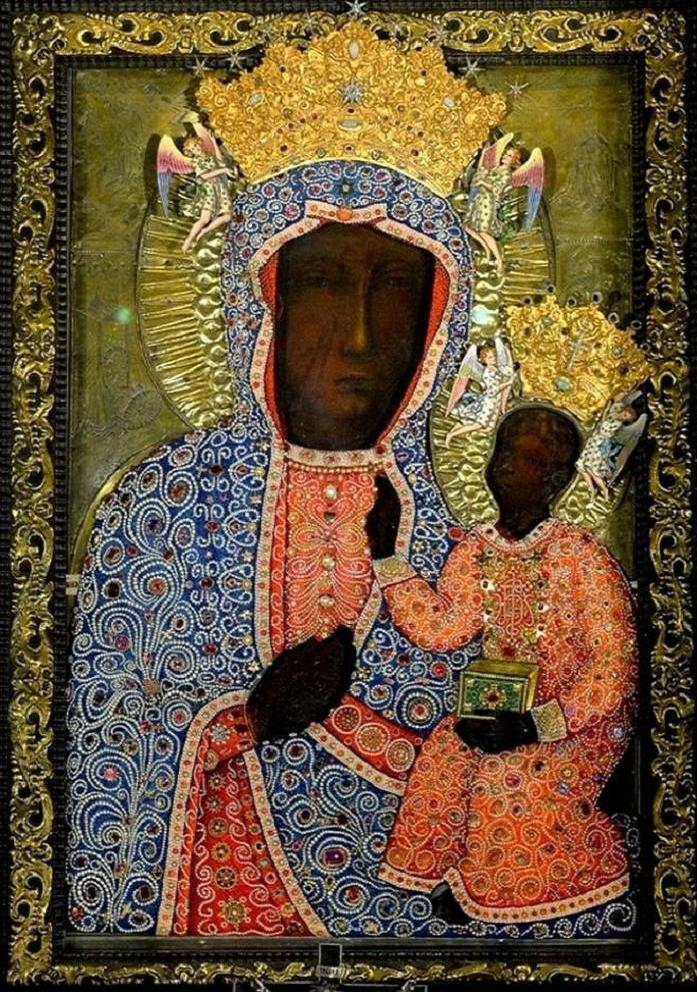
Vestido rosa con azul el cual fue estrenado en el 2016

- Vestido de diamante  del siglo XVII.
- Vestido de rubí (manto verde) del siglo XVII
- Vestido de corales de color negro, cabe resaltar que este revestimiento se lo regalaron ciudadanos de a pie que no tenían dinero como para financiar joyas, por lo cual lo adornaron con corales de mar, esto en la década de los 40 al final de la Segunda Guerra Mundial.
- Vestido dorado con detalles rojos
- Vestido de seda azul con rombos dorados
- Vestido dorado completo
- Vestido azul turquesa
- Vestido rojo con azul
- Vestido azul con flores de liz
- Vestido Azul con rosa: Cabe destacar que este vestido fue regalado en 2019 por los monjes Paulinos y es similar al que Damaso Macoch robo en 1909

El cambio de revestimiento se hace cada año en Jueves Santo, los Religiosos Paulinos cierran el Santuario y bajan el icono, le quitan el vestido y le ponen el otro mientras todos en coro cantan las letanías Lauretanas. Con respecto a la cortina dorada, esta es quitada en determinadas horas del día para que los peregrinos puedan verla y se esconde cuando el Santuario se va a cerrar, todo bajo el son de trompetas como muestra de devoción a la Madre de Dios.

## Historia

### Los orígenes de la Imagen

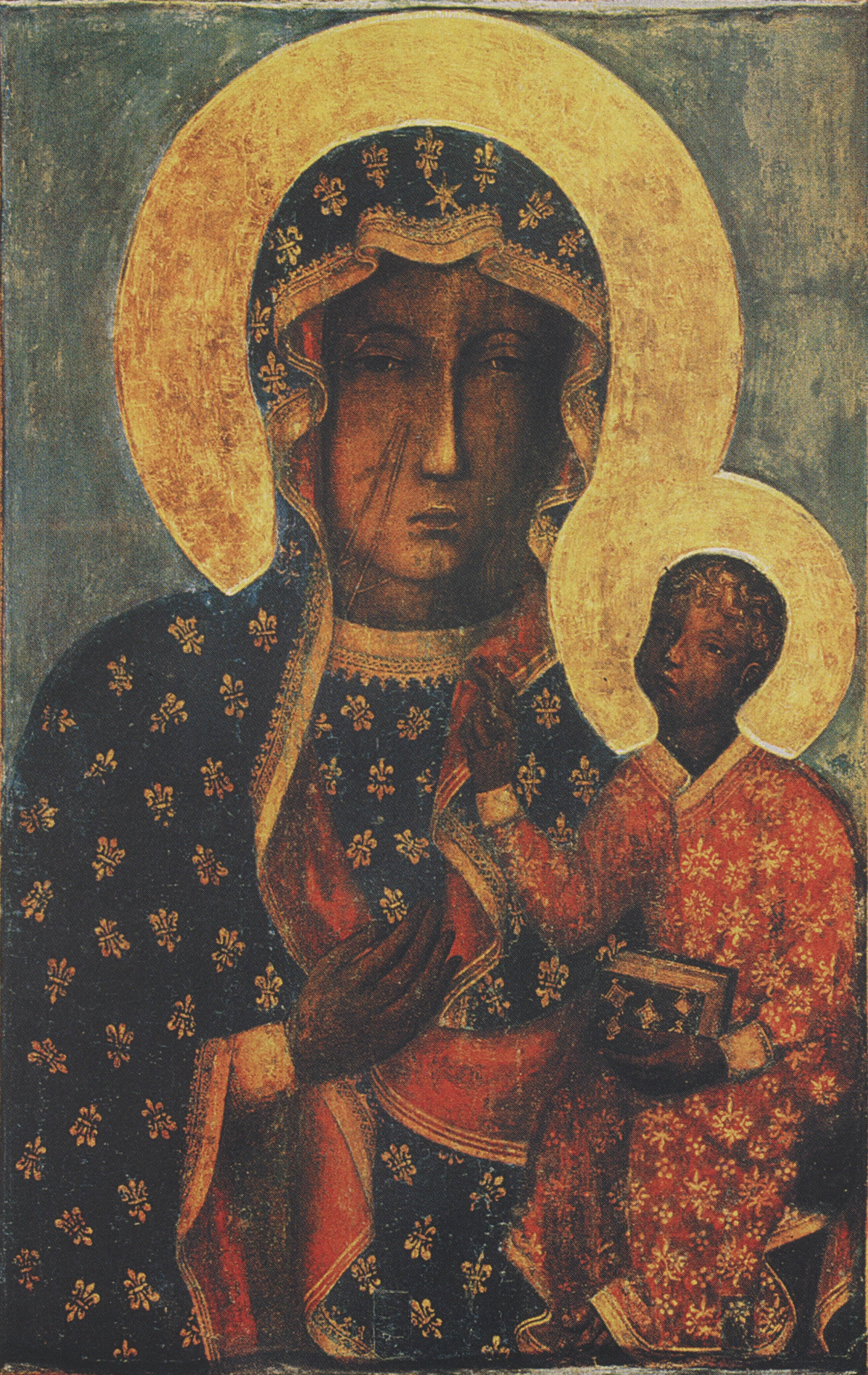
Icono de la Virgen de Częstochowa sin revestimiento

Aunque el Icono de Nuestra Señora de Częstochowa ha estado íntimamente ligado a Polonia en los últimos seiscientos años, su historia previa a su llegada está rodeada de numerosas leyendas que remonta el origen del icono hasta san Lucas quien lo habría pintado sobre una madera de ciprés de la casa de la Sagrada Familia en el año 67.
Uno de los documentos más antiguos de Jasna Góra establece que la pintura viajó desde Jerusalén, vía Constantinopla por motivos de seguridad ya que desde que inició el reinado del emperador  León III Isaurico en el 717 y hasta el 843 en que la emperatriz  Teodora restauró la veneración de las imágenes religiosas como objetos   sacaros (no de adoración, sino más bien pedagógicos) según el pensamiento de Juan Damasceno que sostenía que las Imágenes Religiosas son el catecismo de los que no saben leer. 
Este icono sobrevivió a este período iconoclasta iniciado por el emperador León ya que su esposa la reina  María lo escondió en el propio Palacio Imperial, hasta llegar finalmente formar parte de las posesiones del Príncipe León I de Galitzia a finales del siglo XII ya que este le pidió a Luis I de Hungría tenerla bajo su cuidado y este a su vez la obsequió a Vladislao II de Opole  que ordenó para salvaguardar esta  imagen trasladarla a su castillo de  Belz, pero un ataque tártaro a este castillo y que en el fragor del mismo una flecha rompiera un cristal de la habitación donde se encontraba la imagen y le diera al cuello de la Virgen hizo que cambiará de idea y decidiera trasladarla a la ciudad de Opele, en este viaje la imagen arribo a la ciudad de Częstochowa la tarde del 26 de agosto de 1382 donde la comitiva pasó la noche y decidieron colocar la imagen en una capilla de madera dedicada a la Asunción de María a la mañana siguiente la colocaron en un coche a fin de proseguir su camino, pero los caballos que tiraban el coche no quisieron proseguir la marcha, se decidió dejar la Imagen en la ciudad de Częstochowa, el emperador quiso que la imagen fuese custodiada por una orden religiosa distinguida por su piedad, por lo tanto encomendó su resguardo a la Orden de San Pablo el Primer Ermitaño siendo el primer prior de Jasna Gora el padre Gregorio Primipillus, desde aquellos siglos y hasta la fecha siguen cuidando el icono con gran cariño, el empeño de este monarca hizo que la modesta capilla de madera se transformara en una Iglesia de estilo gótico junto con un convento, debido a la insuficiencia estructural del santuario para albergar la gran cantidad de fieles desde 1620 y hasta 1644 se concluyó las obras del Santuario las cuales perduran hasta el día de hoy sólo las murallas de Jasna Gora tuvieron un cambio estructural sucedido en 1813 en el contexto de las guerras Napoleónicas, cuando el general austriaco Fabian Gottlieb von Osten-Sacken ordenó la demolición de las mismas del 1 al 15 de julio de ese año a fin de que Jasna Gora no volviera en un futuro a convertirse en una fortaleza militar, no fue si no hasta 1843 que el Zar Nicolás I de Rusia ordenó la reconstrucción de las murallas del santuario, las cuales quedaron diferentes a las destruidas treinta años atrás en cuestión de ubicación y son las que actualmente forman parte del complejo arquitectónico del Santuario.
Otra leyenda concerniente a la Virgen Negra de Częstochowa es que la presencia de la sagrada pintura salvó a su templo de ser destruido por el fuego, ya que tuvo lugar un incendio ocurrido a inicios del siglo XVI, en una fecha incierta, aunque las llamas oscurecieron los pigmentos de la obra.

### Las cicatrices de la Imagen

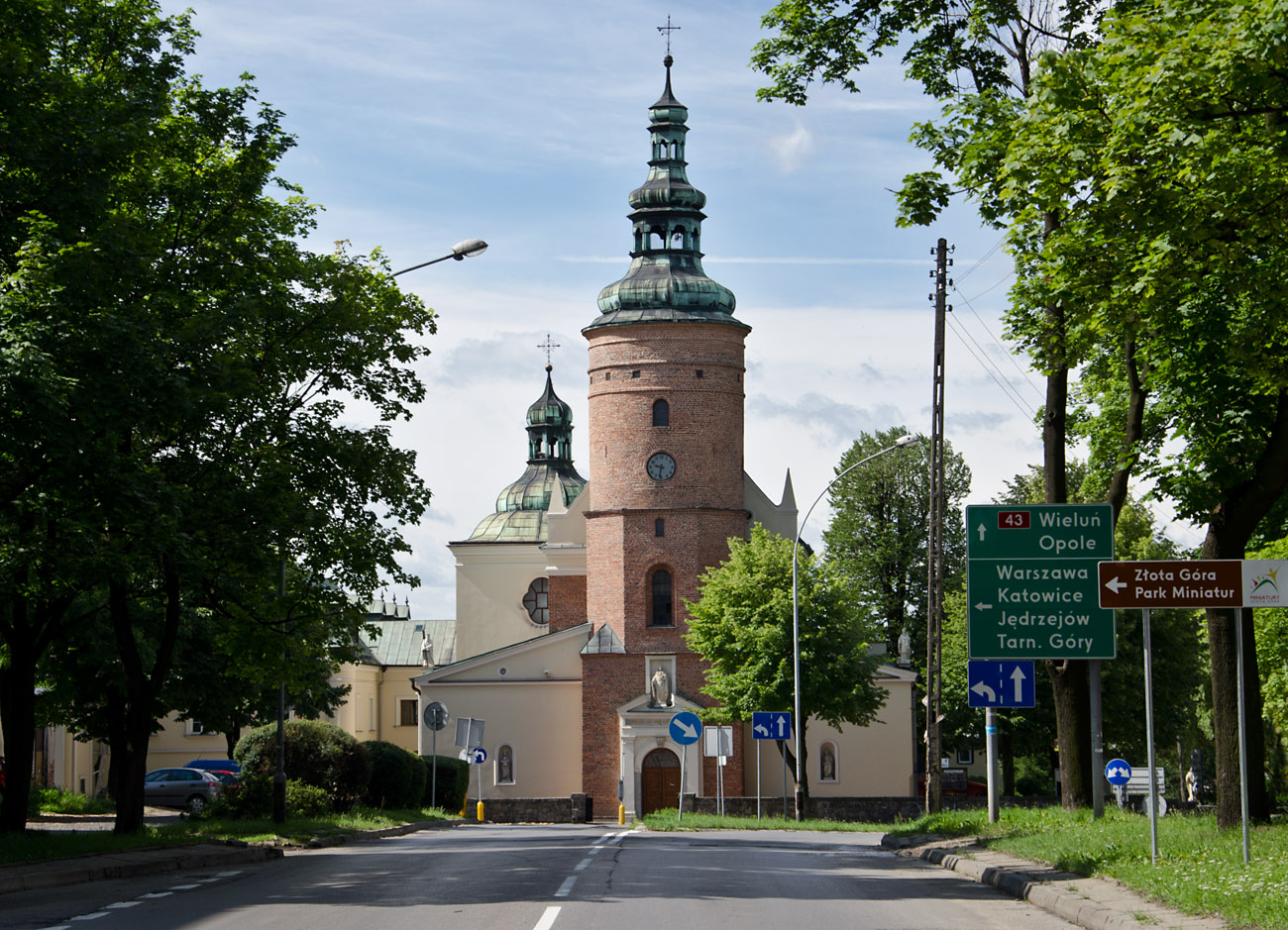
Iglesia de Santa Bárbara donde según la leyenda el icono de la Virgen fue rescatado después del ultraje que recibió

En lo concerniente a los dos rasguños sobre la derecha del rostro de la Virgen Negra los registros del monasterio de Jasna Gora dicen que el 16 de abril (Sábado Santo) de 1430 unos asaltantes husitas oriundos de Bohemia sacaron la imagen del santuario no sin antes hacer una masacre dentro del monasterio donde asesinaron a casi todos los religiosos, los asaltantes llevándose los tesoros del santuario intentaron huir más no pudieron, atribuyendo la negativa de los caballos  que tiraban el carro a seguir adelante a la presencia de la imagen de la Virgen, uno de los asaltantes arrojó la imagen al piso la cual se fragmento en tres pedazos, uno de los ladrones blandió su espada sobre la imagen y le infligió dos cortes profundos al rostro de la Virgen. Cuando el asaltante trató de infligir un tercer corte, cayó al piso y tembló en agonía hasta que murió, sus compañeros ladrones se lo llevaron en el carro, en cuanto a la identidad de los mismos no se tiene conocimiento de quienes eran ya que los registros del monasterio de Jasna Gora no mencionan sus nombres ni cuantos eran, sólo se mencionan que eran husitas porque sólo ellos en aquel tiempo se atrevieron a realizar actos de vandalismo  como este y porque Bohemia en aquel entonces tenía altercados políticos con el rey de Polonia por este motivo la historia señala como autor intelectual de este sacrilegio al Príncipe Fryderyk Ostrogski y su móvil fue orquestar un golpe de Estado al rey Vladislao II, mencionan los registros de Jasna Gora que los saqueadores al dejar el icono abandonado los religiosos sobrevivientes del santuario recogieron los pedazos del Icono y de allí surgió una fuente de agua con la cual limpiaron la imagen, está fuente sigue viva hasta el día de hoy, la Iglesia de Santa Bárbara atendida por los religiosos de San Pablo la custodia actualmente, el agua de dicha fuente es considerada milagrosa. 

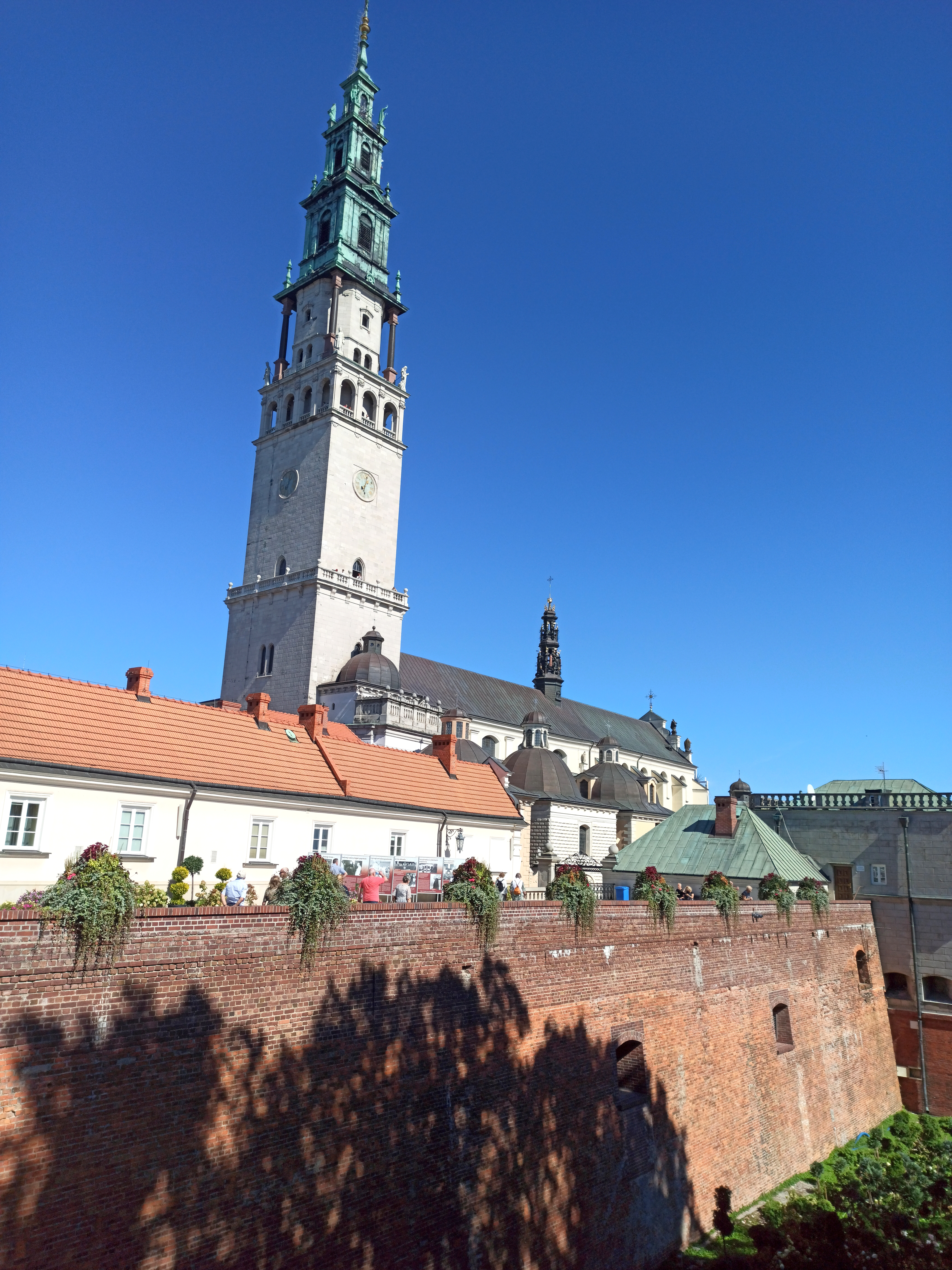
Santuario de Jasna Gora

A partir de allí fueron muchos los intentos de reparar los daños  por parte de pintores y escritores de iconos cuyos honorarios corrieron a cuenta del rey Vladislao II de Polonia pero estos volvieron a reaparecer una y otra vez, hasta que dándose por vencidos los dejaron como recuerdo de aquel ultraje y que en el futuro de dicha nación serán parte de la alegoria histórica polaca hasta inicios del siglo XXI.

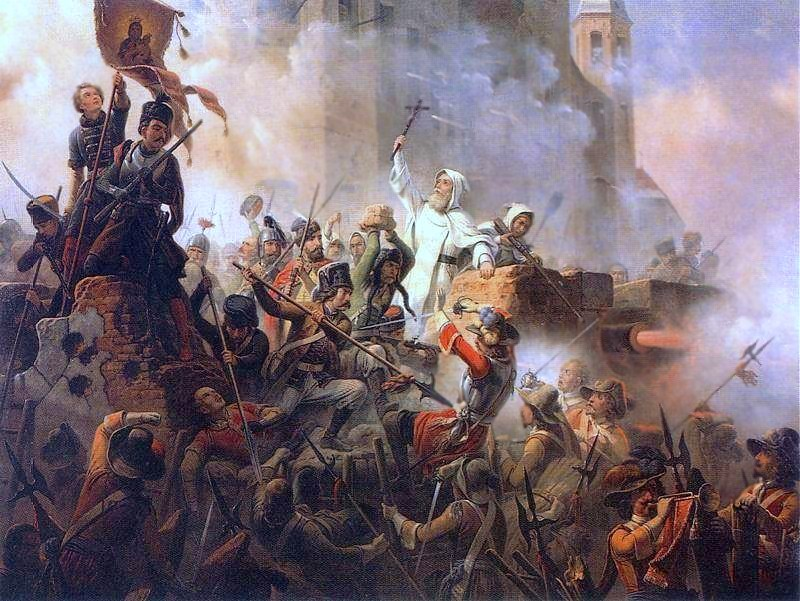
La defensa de Jasna Góra cuadro de Jan Suchodolski en 1846

A la Virgen Negra de Częstochowa se le atribuye la milagrosa salvación del Monasterio de Jasna Góra entre el 18 de noviembre y el 27 de diciembre de 1655  de la invasión sueca del siglo XVII mediante El Diluvio, que cambió el curso de la guerra. Antes de la batalla, ya que la nación Polaca estaba luchando contra Suecia gobernada por el rey Carlos Gustavo, el icono fue llevado en secreto al castillo de Lubliniec y más tarde al monasterio paulino de Mochów entre las localidades de Prudnik y Głogówek por mandato del prior de Jasna Gora Agustín Kordecki los cuales pudieron resistir milagrosamente el asedio impuesto por el general sueco Burchard Müller von der Lühnen el cual lideraba 30 000 soldados a pesar de que Jasna Gora no tenía fuerzas para hacerles frente ya que sólo contaban cont 170 soldados, 20 nobles y 70 religiosos.

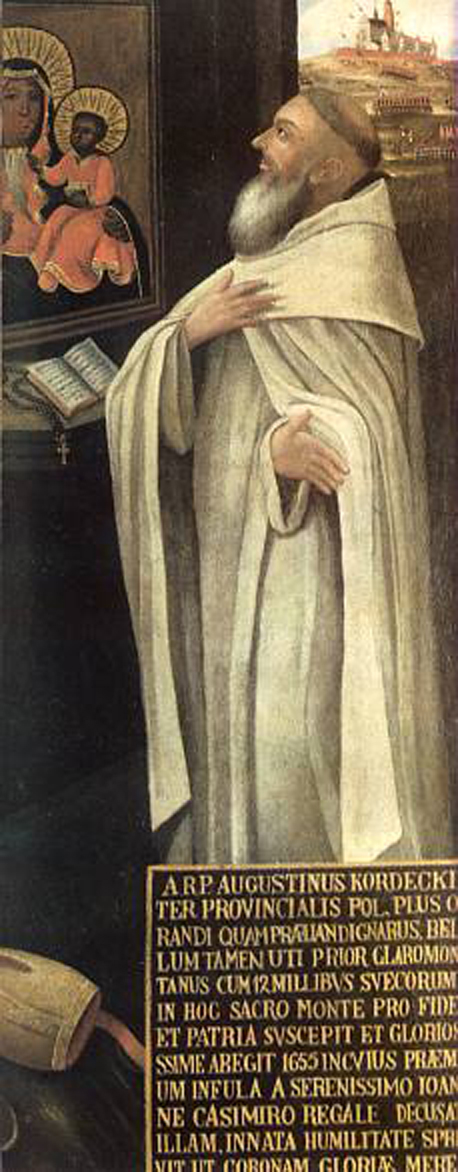
Prior Agustín Kordecki 16 de noviembre de 1603 Iwanowice - 20 de marzo de 1673 Wieruszów

Este evento condujo al Rey de Polonia Juan II Casimiro Vasa a volver de su exilio en Francia y a liderar sus tropas contra la invasión sueca y así liberar Polonia de esta invasión, en gratitud  a este favor atribuido a la Virgen de Częstochowa el rey Juan II Casimiro Vasa "coronó" a Nuestra Señora de Częstochowa  como Reina y Protectora de Polonia en la Catedral de Leópolis el 1 de abril de 1656.

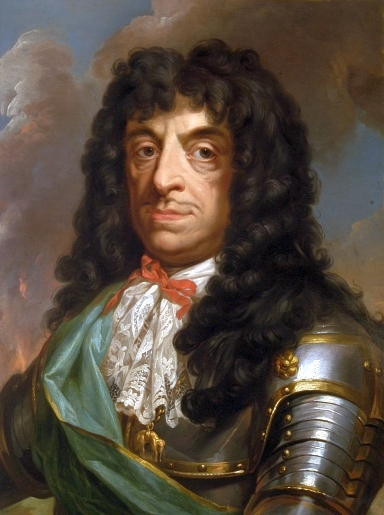
Rey Juan II Casimiro Vasa por Marcelo Bacciarelli 1771

.

### Reconocimientos de la Santa Sede
El 8 de septiembre de 1717 tiene lugar la primera coronación pontificia de la imagen la cual presidido el  entonces obispo de la diócesis de Przemyśl monseñor Christoph Andreas Johann Szembek por orden del Papa Clemente XI, pero este símbolo del reinado de la Virgen de Czestochowa fue robado en la noche entre el 22 al 23 de octubre de 1909, cabe resaltar que en Europa está noticia fue tendencia junto con la referente a la construcción del barco Titanic del 31 de marzo de ese mismo año, el 21 de abril de 1910 bajo el pontificado del Papa Pío X y presidida por el obispo  de Włocławek monseñor Stanisław Zdzitowiecki la Imagen fue coronada nuevamente a fin de renovar la coronación el anterior.
Gracias a este robo (que por cierto fue cometido por uno de los monjes de Jasna Góra llamado Damaso Macoch) el Prior padre Euzebiusz Rejman tomó medidas para asegurar la imagen. Se decidió colocar el cuadro en una caja fuerte construida especialmente para este fin, la caja fuerte con estructura de armario blindado fue realizada por la empresa Romuald Szymański de Varsovia, el espesor de las puertas dobles en la parte trasera, el espesor de la cortina delante de la imagen que se extiende hacia arriba es de 9 cm y de casi 50 kilos. La caja fuerte estaba situada al fondo del retablo, cuando el Santuario se abre al público, al son de las trompetas se abre dicha cortina para que la imagen sea venerada por los fieles, en la noche una vez que los monjes rezan los oficios nocturnos la cortina se cierra al son de trompetas. 

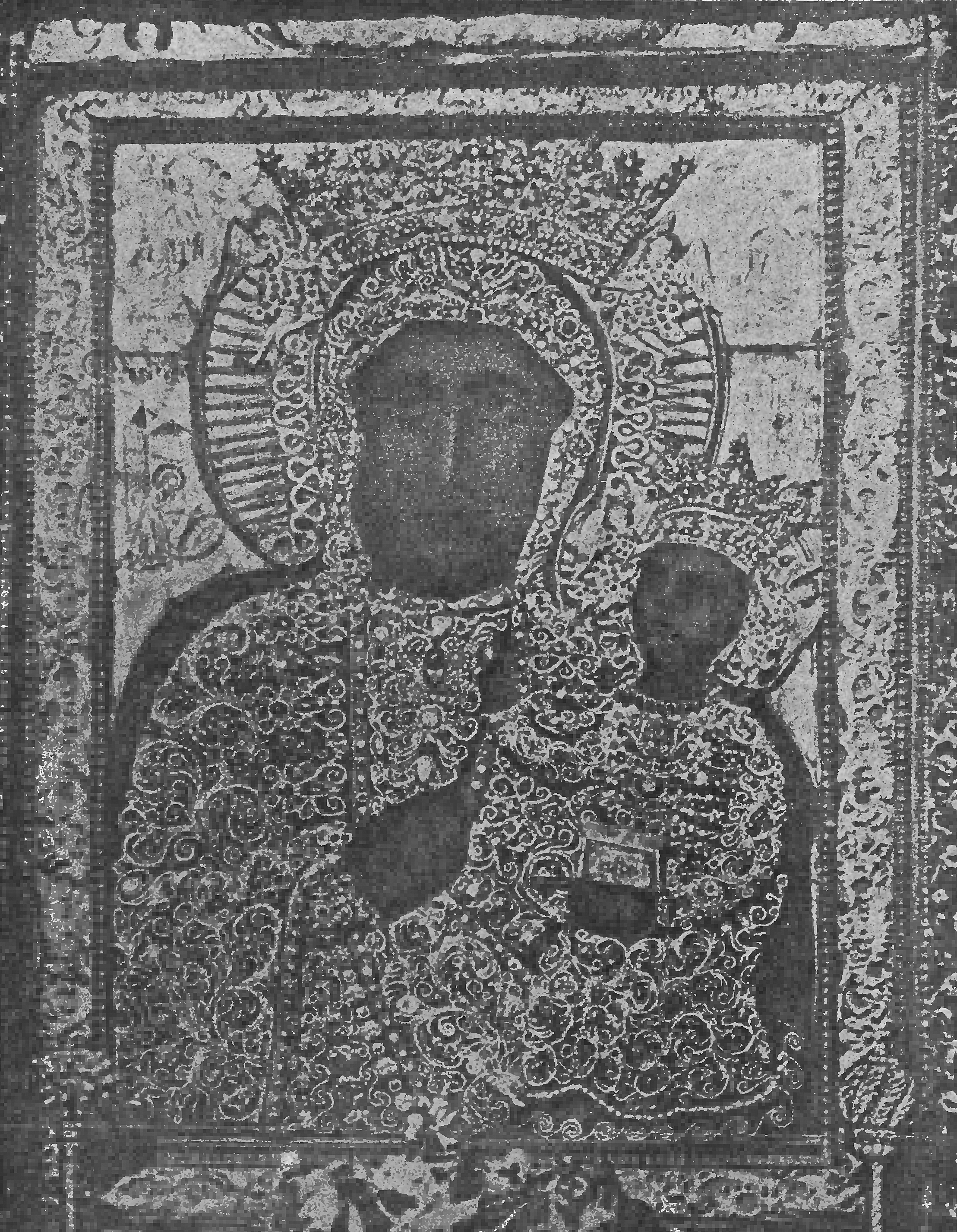
Imagen luciendo su vestido Azul con rosa que fue robado en 1909

Debido a la Virgen Negra, Częstochowa es considerado como el más popular santuario de Polonia, por el peregrinaje que realizan cada año muchos católicos polacos. Con frecuencia, la gente se alinea a cada lado de la carretera dando provisiones a los peregrinos quienes caminan durante un día entero hacia Częstochowa y llevan pocas cosas para sí mismos.

## Culto

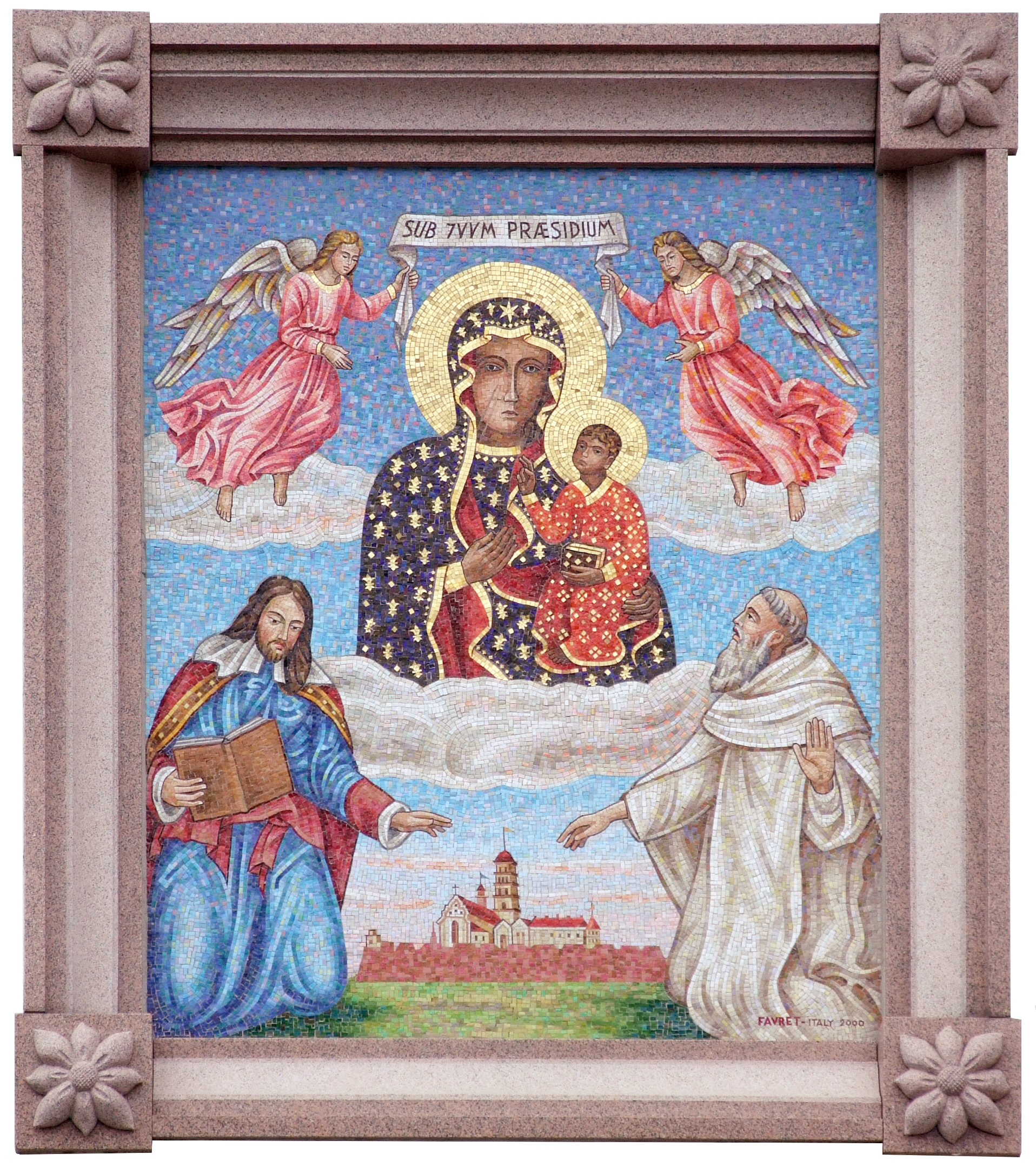
Mosaico en Jasna Góra, Częstochowa.

El 13 de abril de 1904, el papa Pío X, a petición del obispo polaco Stanisław Zdzitowiecki aprobó la fiesta de la Virgen de Częstochowa, que desde 1906 se celebra el 26 de agosto.
En honor a una visita que el papa Juan Pablo II hizo a Guadalajara, Jalisco el 30 de enero de 1979, se erigió una parroquia en esta ciudad mexicana. Se encuentra en la calle de Velino M. Presa número 2105, colonia Guadalajara Oriente, atrás del Panteón Guadalajara.

## Lecturas de la misa de Nuestra Señora de Czestochowa
Memoria obligatoria y solemne para Polonia y las Iglesias y lugares del resto del mundo donde ella sea la patrona aunque fuera domingo estas sustituyen a las del tiempo ordinario.

### Antifona de entrada
Las puertas de Sión, ama el Señor más que todas las moradas de Jacob.
Sal. 87 1-2

### Oración Colecta
Dios todopoderoso y misericordioso, que  en la Santísima Virgen María, diste al pueblo Católico una maravillosa ayuda y protección y glorificaste su santa imagen en Jasna Góra con la extraordinaria veneración de los fieles te rogamos por su intercesión gozar de la vida eterna en el paraíso, Por nuestro Señor Jesucristo, tu Hijo, que vive y reina contigo en la unidad del Espíritu Santo y es Dios, por los siglos de los siglos. Amén.

### Primera Lectura
Pr 8,22-35
María, la sede de la sabiduría
Lectura del Libro de los Proverbios

El Señor me creó fue el inicio de su obra antes de todas las criaturas, desde siempre. 
Antes de los siglos fui formada, desde el comienzo, mucho antes que la tierra. 
Aún no existían los océanos cuando yo nací, no había fuente alguna de donde brotaran los mares. 
Las montañas no habían aparecido, ni tampoco había colinas cuando fui dada a luz. 
El Señor no había hecho ni la tierra ni el campo, ni siquiera el primitivo polvo del mundo. 
Yo ya estaba allí cuando puso los cielos en su lugar, cuando trazó en el océano la circunferencia de los continentes, 
cuando formó las nubes en las alturas, y reguló el fondo de los mares el caudal de sus aguas, cuando le impuso sus fronteras al mar, un límite que no franquearían sus olas. Cuando puso los cimientos de la tierra, yo estaba a su lado poniendo la armonía. Día tras día encontraba en eso mis delicias y continuamente jugaba en su presencia. 
Me entretengo con este mundo, con la tierra que ha hecho, y mi gusto más grande es estar con los humanos. Pues bien, hijos míos, oíganme. ¡Felices los que siguen mis caminos! ¡Acepten mi enseñanza y sean sabios, no la menosprecien! 
Feliz el que me escucha, que aguarda cada día junto a mi puerta y permanece a la espera, en el umbral. 
Porque el que me encuentra ha encontrado la vida, sobre él vendrán los favores del Señor"
Palabra de Dios.

### Salmo Responsorial
Sal 48: 2-3. 9. 10-11. 13-15.
Coro: Eres el orgullo de nuestra nación.

Grande es el Señor y digno de alabanza en la ciudad de nuestro Dios, su monte santo de hermosa altivez, gozo de toda la tierra. ¡Monte Sión, morada divina, ciudad del Gran Rey!.
Tal como lo oímos, así lo vimos en la ciudad del Señor omnipotente, en la ciudad de nuestro Dios: Dios la ha afirmado para siempre.
Oh Dios, nosotros revivimos tu amor en medio de tu templo; tu alabanza, como tu nombre, oh Dios, cubre la superficie de la tierra; tu diestra está llena de justicia.
Recorran Sión y den la vuelta, cuenten sus torres. y contemplen sus defensas recorran uno a uno sus palacios; y digan a las nuevas generaciones ¡así es nuestro Dios! Nuestro Dios por los siglos de los siglos, él nos conducirá.

### Segunda Lectura
Ga 4,4-7
Dios envió a su Hijo, nacido de mujer
Lectura de la Carta del Apóstol San Pablo a los Gálatas
Hermanos, al llegar la plenitud de los tiempos, envió Dios a su Hijo, nacido de mujer, nacido bajo la ley, .para rescatar a los que se hallaban bajo la ley, y para que recibiéramos la filiación adoptiva.  
La prueba de que sois hijos es que Dios ha enviado a nuestros corazones el Espíritu de su Hijo que clama: ¡Abbá, Padre! 
De modo que ya no eres esclavo, sino hijo; y si hijo, también heredero por voluntad de Dios.
Palabra de Dios

### Aclamación antes del Evangelio
San Lucas 1:28
Aleluya, aleluya, aleluya
Dios te salve María, llena eres de gracia, el Señor es contigo,
bendita tú entre las mujeres.
Aleluya aleluya aleluya

### Evangelio
San Juan 2,1-11
Las bodas en Caná de Galilea
Del Santo Evangelio según San Juan
En aquellos días había una boda en Caná de Galilea, y estaba allí la madre de Jesús.
Jesús y sus discípulos también fueron invitados a la boda. Y cuando se acabó el vino, la madre de Jesús le dijo: "No tienen más vino".
Jesús respondió: "¿Es acaso asunto mío o tuyo, mujer? Mi hora aún no ha llegado".
Entonces su madre dijo a los sirvientes: "Hagan lo que él les diga".
Allí había seis tinajas de piedra destinadas para los rituales de purificación de los judíos, cada una de las cuales contenía cien litros de agua.
Jesús les dijo: "Llenen las tinajas de agua". Y los sirvientes las llenaron hasta el borde. Entonces les dijo: "Saquen ahora y llévenselo al mayordomo". Y ellos se lo llevaron.
Después de probar el agua convertida en vino, el mayordomo llamó al novio, pues no sabía de dónde provenía, a pesar de que lo sabían los sirvientes que habían sacado el agua. 
Y le dijo: "Todo el mundo sirve al principio el vino mejor, y cuando ya todos han bebido bastante, les dan el de menos calidad; pero tú has dejado el mejor vino para el final." 
Esta señal milagrosa fue la primera, y Jesús la hizo en Caná de Galilea. Así manifestó su gloria y sus discípulos creyeron en él.
Palabra del Señor

### Oración sobre las ofrendas
Dios todopoderoso, mira con deleite las oraciones y los dones que te presentan tus fieles al venerar a la Santísima Virgen María, Madre de Dios, y por tu misericordia, socorrenos. Por Cristo nuestro Señor. 
Amén.

### Prefacio de la Santísima Virgen María, Reina de Polonia
En verdad, es justo y necesario que te demos gracias siempre y en todo lugar  y que te alabemos, venerando a María Santísima, siempre virgen.
Al aceptar el testamento del amor de Dios bajo la cruz, ella  tomó como hijos suyos a todos los hombres  que habían nacido para la vida eterna por medio de la muerte de Cristo.  Elevado a la gloria celestial  abraza con amor maternal al Pueblo que la eligió como su Reina, defiendelo en los peligros, se  consuelo en sus aflicciones  y sostenlo en la búsqueda de la patria eterna, hasta que llegue el día esplendoroso del Señor.
Por eso, unidos a los coros de los Ángeles te alabamos, cantando con alegría: Santo, Santo, Santo...

### Antifona de la Comunión
De ti se dicen cosas admirables, ciudad de Dios
Sal. 2-3

### Oración después de la comunión
Señor Jesucristo, ayuda a las personas que se refrescan con tu cuerpo y sangre: por intercesión de tu Santísima Madre, líbralas de todo mal y peligro y protege todas sus buenas obras con tu amor paterno. Tu que vives y reinas por los siglos de los siglos. Amén.

## Oración a Nuestra Señora de Czestochowa
Santísima Virgen María, Madre de Czestochowa, llena de gracia, benignidad y misericordia, que alegría inspira a mi corazón contemplar tu hermosa y sagrada imagen. 
Oh Madre de Dios, Consagro a Ti todos mis pensamientos, palabras y acciones 
Hoy me consagro a ti, totalmente, en cuerpo y alma, en medio de alegría y los sufrimientos. 
Busco refugio bajo tu Manto lleno de Joyas oh Virgen María y te ruego humildemente que derrames un bálsamo dichoso para mitigar y superar mi dolor, porque la amargura ha llenado mi alma, las necesidades me agobian y la miseria ha llamado a las puertas de mi casa varias veces, mi situación es insostenible, pero tú corazón tan lleno de amor, acaso no se apiadará de nuestras necesidades y de nuestras penas.
No se ha escuchado decir jamás que alguien que recurriese a tu protección, implorando tu clemencia y reclamando tu socorro haya sido desamparado de ti. 
Aunque gimiendo y llorando bajo el peso de mis pecados me presento humildemente ante tu soberana presencia, no desprecies mis súplicas, sino más bien te ruego que las escúches con corazón maternal y muestres en nuestras vidas tu auxilio compasión y amparo 
Amén.

## Devoción a la Virgen Negra de Częstochowa en otras tradiciones
En el vudú, una descripción común de su aspecto es su asociación a la figura de Erzulie Dantor, que podría tener sus raíces en copias del ícono de la Virgen Negra de Częstochowa traídas a Haití por soldados polacos, quienes lucharon en ambos bandos en la Revolución Haitiana desde 1802.

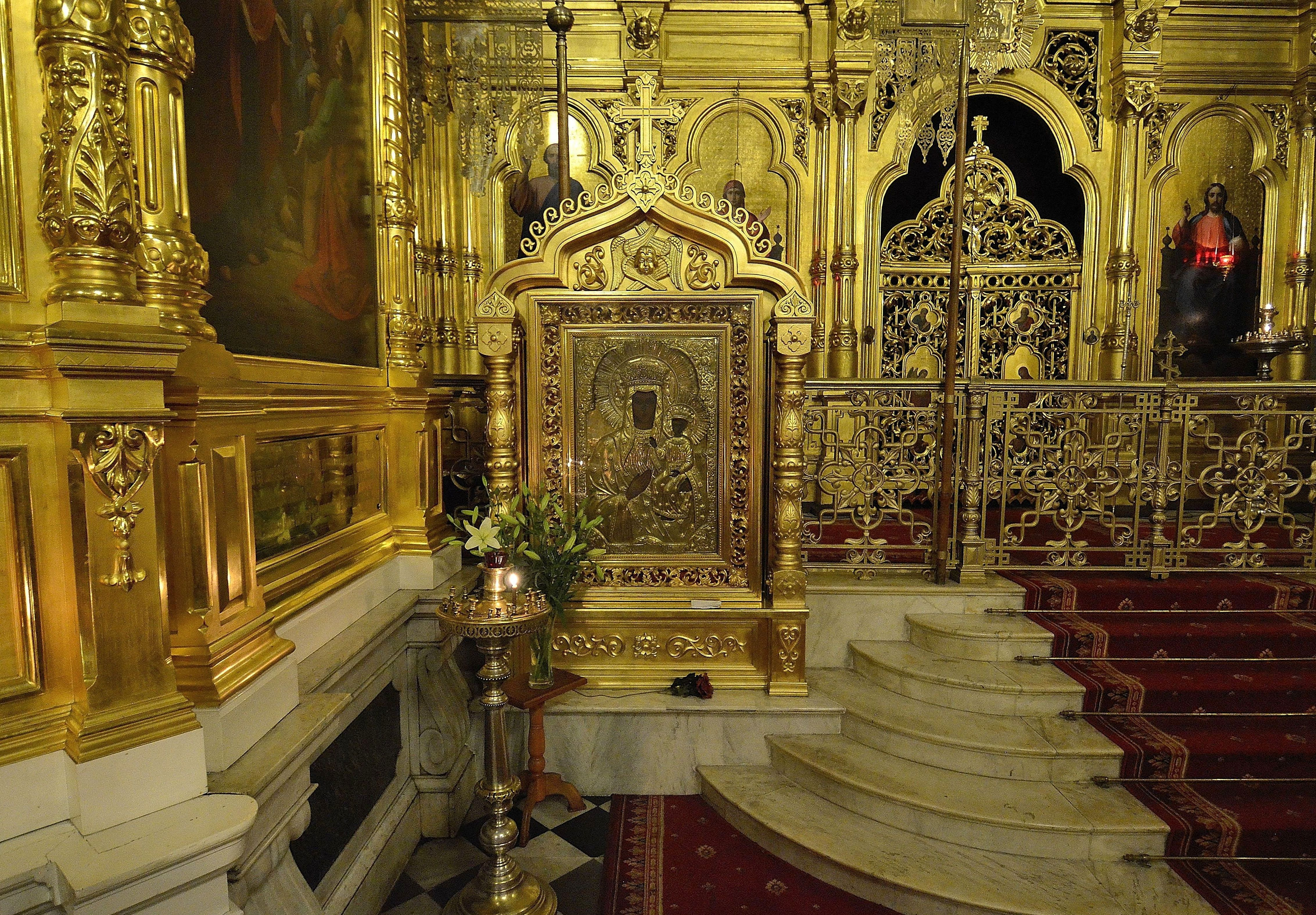
Copia del Icono que se venera en el Iconostasio de la Iglesia Ortodoxa de Santa María Magdalena en Varsovia, Polonia.

En su aparición de carácter Petro es asociada con la figura de Erzulie Dantor, donde a menudo es representada como una mujer de cuerpo cicatrizado y aspecto obeso, sosteniendo a un infante de forma protectora en una mano y en la otra empuñando un cuchillo. En ésta figuración se le describe con un carácter guerrero y particularmente en el credo común hacia esta representación, se le adora como una figura protectora acérrima de mujeres y niños. 
En la santería, esta imagen está referida a la Santa Bárbara Africana.[cita requerida]
Los cristianos ortodoxos veneran con gran devoción a Nuestra Señora de Częstochowa recordando su memoria litúrgica el 19 de marzo.
Los ucranianos también tienen una especial devoción a la Virgen de Częstochowa.